# Mori Nana
 Mori Nana (森七菜 (Sâm Thất Thái)) sinh ngày 31 tháng 8 năm 2001, là một nữ diễn viên - ca sĩ người Nhật đến từ tỉnh Oita, Nhật Bản. Hiện tại, cô đang thuộc sự quản lý của Sony Music Artists (SMA) - Sony Music Entertainment Japan. Văn phòng thu âm của cô trong lĩnh vực âm nhạc là gr8!Records, thuộc Sony Music Records.

## Tiểu sử
Nana sinh ra tại Osaka và lớn lên ở tỉnh Ōita.
Cô tốt nghiệp trường trung học cơ sở và trung học phổ thông tỉnh Oita.
Sở thích của cô là làm video, khiêu vũ và chơi đàn ghita. Khả năng của cô là vẽ minh họa. Và cô là người thuận tay trái.
Năm 2016, Mori Nana chính thức gia nhập ngành giải trí khi còn là học sinh trung học tại tỉnh Oita, sau khi được chiêu dụ bởi một nữ nhân viên của công ty ARBRE.
Vào tháng 12/2020, Nana quyết định chấm dứt hợp đồng với ARBRE.
Đầu năm 2021, cô ký hợp đồng với SMA (Sony Music Artists) sau những lùm xùm không đáng có giữa cô và ARBRE dẫn tới việc tài khoản Instagram cũ chính thức của Nana có hơn 1 triệu người theo dõi (@morinana_official) được cho là đã bị xóa.
Đến ngày 19/3/2021, Nana đã mở tài khoản Instagram mới (@nana_mori_official, hiện tại là @nana_mori_staff), nhưng lần này quyền quản trị tài khoản đã được giao lại cho nhân viên của cô.
Cuối năm 2022, Nana bất ngờ mở thêm một tài khoản Instagram mới do chính cô quản lý với tên người dùng @mori.chan.7 mà không hề thông báo trước.

## Sự nghiệp

### Phim điện ảnh
| Năm  | Tên phim                                            | Trong vai                       | Đạo diễn                             | Ghi chú                     | Tham khảo |
| ---- | --------------------------------------------------- | ------------------------------- | ------------------------------------ | --------------------------- | --------- |
| 2017 | The Anthem of the Heart                             | Nitō Natsuki hồi trẻ            | Kumazawa Naoto                       | Live-action                 | [ 7 ]     |
| 2019 | Đứa con của thời tiết                               | Hina Amano (lồng tiếng)         | Shinkai Makoto                       | Vai chính                   | [ 8 ]     |
| 2019 | Tokyo Ghoul S                                       | Yoriko Kosaka                   | Kawasaki Takuya và Hiramaki Kazuhiko |                             | [ 9 ]     |
| 2019 | The First Supper                                    | Miyako hồi trẻ                  | Tokiawa Shirō                        |                             | [ 10 ]    |
| 2019 | Hell Girl                                           | Miho Ichikawa                   | Kōji Shiraishi                       |                             | [ 11 ]    |
| 2020 | Last Letter                                         | Kishibeno Soyoka / Yūri hồi trẻ | Shunji Iwai                          |                             | [ 12 ]    |
| 2020 | Aokute, Itakute, Moroi                              | Nishiyama Mizuki                | Kariyama Shunsuke                    |                             | [ 13 ]    |
| 2020 | 461 Days of Bento: A Promise Between Father and Son | Nishina Hiromi                  | Kaneshige Atsushi                    |                             | [ 14 ]    |
| 2021 | Liar × Liar                                         | Takatsuki Minato / Noguchi Mina | Yakumo Saiji                         | Vai chính, live-action      | [ 15 ]    |
| 2023 | Ginga Tetsudou no Chichi                            | Toshi                           | Izuru Narushima                      | Vai chính                   | [ 16 ]    |
| 2023 | Kimi wa Houkago Insomnia                            | Magari Isaki                    | Ikeda Chihiro                        | Vai chính, live-action      | [ 17 ]    |
| 2024 | Shigatsu ni Nareba Kanojo wa                        | Haru Iyoda                      | Tomokazu Yamada                      | Vai chính, live-action      | [ 18 ]    |
| 2024 | AT THE BENCH (phần 3)                               | Mori Nana                       | Yoshiyuki Okuyama                    | Vai chính                   | [ 19 ]    |
| 2025 | 1ST KISS                                            | Seki Anri                       | Tsukahara Ayuko                      |                             |           |
| 2025 | Kokuho                                              | Fukuda Akiko                    | Lee Sang-Il                          |                             |           |
| 2025 | Frontline                                           | Hatori Hiroko                   | Sekine Kousai                        |                             |           |
| 2025 | Byosoku 5 Senchimetoru                              | Sumida Kanae                    | Yoshiyuki Okuyama                    | Live-action, chưa chiếu rạp |           |

### Phim truyền hình
| Năm  | Tên phim | Trong vai                    | Mạng        | Ghi chú                                      | Tham khảo |
| ---- | --- | ---------------------------- | ----------- | -------------------------------------------- | --------- |
| 2017 | Saki ni Umareta Dake no Boku                                                                                                | Yui Ichinose                 | NTV         |                                              | [ 20 ]    |
| 2018 | Yakeniben no Tatsubengoshi Gakkou de Barakeru                                                                               | Miki Yamashita               | NHK General | Xuất hiện từ tập 4 đến tập cuối              |           |
| 2018 | Magic x Warrior Maji Majo Pures!                                                                                            | Machiko Nagata               | TV Tokyo    | Xuất hiện trong tập 7                        | [ 21 ]    |
| 2018 | Early Invisible Face | Misuzu Nakao                 | WOWOW       |                                              | [ 22 ]    |
| 2018 | Chúng ta không thể là động vật                                                                                              | Chiharu Hanai (hồi độc thân) | NTV         | Xuất hiện trong tập 5                        |           |
| 2019 | Lớp 3A, từ giờ các em là con tin của tôi                                                                                    | Horibe Runa                  | NTV         |                                              | [ 7 ]     |
| 2019 | Shōnen Torajirō, Shōnen Torajirō Special Part 1                                                                             | Satoko                       | NHK         | Xuất hiện trong tập 3 drama                  | [ 23 ]    |
| 2019 | Nippon Noir - Sự nổi dậy của thám tử Y                                                                                      | Horibe Runa                  | NTV         | Xuất hiện trong tập 9                        | [ 24 ]    |
| 2020 | SUITS (mùa 2) | Natsumi Uesugi               | Fuji TV     | Xuất hiện trong tập 1                        | [ 25 ]    |
| 2020 | Tiểu thuyết truyền hình Ale                                                                                                 | Ume Kannai                   | NHK         | Xuất hiện vào ngày 30 tháng 3 và 27 tháng 11 | [ 26 ]    |
| 2020 | Tôi đã có một giấc mơ về cô gái đó.                                                                                         | Heroine (người)              | TV Tokyo    | Xuất hiện trong tập 3                        | [ 27 ]    |
| 2020 | Yell | Sekiuchi Ume                 | NHK         | Asadora                                      | [ 28 ]    |
| 2020 | Kono koi Atatamemasuka | Inoue Kiki                   | TBS         | Vai chính                                    | [ 29 ]    |
| 2021 | Saturday Premium Tales of the Unusual Story '21 Autumn Special Edition ("Học sinh ưu tú" - phần 1 của "Chuyện lạ trên đời") | Miyamoto Asuka               | Fuji TV     | Vai chính                                    | [ 30 ]    |
| 2022 | Touboui F | Mikako Sawai                 | NTV         |                                              | [ 31 ]    |
| 2023 | Manatsu no Cinderella | Natsumi Aoi                  | Fuji TV     | Vai chính                                    | [ 32 ]    |
| 2025 | Hirayasumi | Kobayashi Natsumi            | NHK         | Vai chính, Chưa phát sóng, Live-action       |           |

### VOD
| Năm  | Tên phim                     | Trong vai | Nền tảng    | Ghi chú                | Tham khảo |
| ---- | ---------------------------- | --------- | ----------- | ---------------------- | --------- |
| 2017 | Tokyo Vampire Hotel          | Akari     | Prime Video |                        |           |
| 2023 | Maiko-san Chi no Makanai-san | Kiyo      | Netflix     | Vai chính, live-action |           |
| 2024 | The Parades                  | Nana      | Netflix     |                        |           |

### Âm nhạc
Tới nay, Nana đã phát hành tổng cộng 7 single (đĩa đơn), 1 EP (đĩa mở rộng) và 1 album.
Danh sách single và thời gian phát hành:
- Kaeru no Uta (18/12/2019)[33]
- Anatani Aete Yokatta (6/1/2020)[34]
- Smile (19/7/2020) [35]
- Smile -WINTER MIX- (20/1/2021)[36]
- Shinkai (20/8/2021)[37]
- Senobi (27/10/2021)[38][39]
- bye-bye myself (22/6/2022)[40]
- Ai no Shirushi (10/8/2022)[41]
- Smile - From THE FIRST TAKE (25/11/2022)
- bye-bye myself - From THE FIRST TAKE (25/11/2022)

EP và thời gian phát hành:
- Kaeru no Uta (15/1/2020)[42]

Danh sách album và thời gian phát hành:
- Album (31/8/2022)[43][44]

### Radio
- All Night Nippon 0 (ZERO) (2/1/2020, Nippon Broadcasting System)
- Gaku no Ne - Đài phát thanh thú vị của Mori Nana (phát sóng vào thứ 2 hàng tuần từ 23/3-27/4/2020, trừ ngày 20 tháng 4, Nippon Broadcasting System)
- 'GIRL'S LOCKS! của Mori Nana' trong "SCHOOL OF LOCK!" (phát sóng tuần thứ 2 hàng tháng từ 12/4/2021-16/3/2023, TOKYO FM/JFN38)

### Diễn viên video ca nhạc
- "Michishirube" - Rihwa (9/2017)
- "Seishun to Isshun" - Macaroni Empitsu (3/2019)
- "Summer Snow" - Qyoto (9/2019)

### Dự án khác
- "RING³" (kênh YouTube "THE FIRST TIMES") - số 1, 2
- "THE FIRST TAKE" (số 243, 246)[45]

## Biểu diễn trực tiếp

### Mori Nana LIVE 2022 '㐂 ~Yorokobi~'
- Oita (24/9/2022)

Địa điểm: Oita T.O.P.S Bitts HALL
Thời gian (giờ Nhật): Mở cửa 16:00, bắt đầu 17:00
- Tokyo (27/9/2022)

Địa điểm: Tokyo harevutai
Thời gian (giờ Nhật): Mở cửa 18:00, bắt đầu 19:00

## Ấn phẩm

### Lịch
- Lịch Mori Nana 2020 (mở bán từ 30/11/2019, bởi Hagoromo)

### Sách ảnh
- "Peace" (mở bán từ 31/8/2020, bởi Gambit, ảnh: Hiroshi Shiobara). ISBN 978-4-907462-49-9
- "WANDERLUST" (phát hành vào 12/3/2024, bởi TAKARAJIMASHA, ảnh: Tomokazu Yamada).

## Hợp tác quảng cáo, cổ động, đại diện
- Nescafé "Gold Blend Varistor i" (10/2016-9/2017)
- SUNTORY "Natural water in the Southern Alps" x Weathering with You (2019)
- Softbank x Weathering with You (2019)
- LOTTE "Coolish" x Weathering with You (2019)
- Nissin Foods "Cup Noodle" x Weathering with You (2019)
- Baitoru (DIP) x Weathering with You (2019)[46]
- Nestle "KitKat" x Last Letter (2019)
- Hiệp hội Y khoa Nhật Bản "Nanairo Healthy Family" (4 phần)
- Áp phích phòng chống cháy nổ của Hội đồng Quản lý Khủng hoảng và Phòng chống Cháy nổ Nhật Bản
  - Mùa thu năm 2020 (9-15/11/2020)
  - Mùa xuân năm 2021 (1-7/3/2021)
- Dược phẩm Otsuka "Oronamin C" (series quảng cáo 6 phần)
- Mitsui Fudosan Group, quản lý thương mại "LaLaPort" (5 phần)
- Bánh mì Fujipan (2 phần)
- NTT docomo "ahamo" (20/3/2021, 20/1/2022, 28/4/2022, 10/2022)
- LOTTE
  - 'Pie Fruit'
    - 'Pie Fruit Chocolate Monopoly' (20/4/2021)[47]

  - 'Yukimi Daifuku'
    - 'Punipuni Mochi' (8/9/2021, 2/11/2022, 8/11/2023)[48]
    - 'Yukimi Daifuku' x "Shigatsu ni Nareba Kanojo wa" (22/3/2024)
    - 'Kokoro mo Manmaru', 'Issho ni Manmaru' (6/11/2024)[49]

  - 'Soh' (4/2022, 4/2023, 6/2023)
- KAO "Primavista" (21/1/2022, 5/2022, 10/2022)
- Bánh bơ Neo Butter Fujipan (2021, 1/3/2022, 28/2/2025)
- KAO "AUBE" (15/6/2022)
- ahamo x Samsung Galaxy Z Flip4 (10/2022)
- ahamo x Samsung Galaxy S23 Ultra (4/2023)
- ahamo x Samsung Galaxy Z Flip5 (8/2023)
- Sapporo Ichiban (18/4/2024)
- product (26/6/2024, 2/10/2024)
- ahamo (1/10/2024)
- Dragon Ball Super Card Game: Fusion World (4 phần)

## Giải thưởng và đề cử
| Năm  | Giải thưởng                               | Hạng mục                            | Đề cử                          | Kết quả   | Tham khảo     |
| ---- | ----------------------------------------- | ----------------------------------- | ------------------------------ | --------- | ------------- |
| 2020 | 74th Mainichi Film Awards                 | Nữ diễn viên mới xuất sắc nhất      | Hell Girl                      | Đề cử     | [ 50 ]        |
| 2020 | 14th Seiyuu Awards                        | Nữ diễn viên tân binh xuất sắc nhất | Đứa con của thời tiết          | Đoạt giải | [ 51 ]        |
| 2020 | 106th The Television Drama Academy Awards | Nữ diễn viên xuất sắc nhất          | Kono koi Atatamemasuka         | Đoạt giải | [ 52 ]        |
| 2020 | 45th Hochi Film Awards                    | Nghệ sĩ mới xuất sắc nhất           | Last Letter                    | Đề cử     | [ 53 ]        |
| 2020 | 33rd Nikkan Sports Film Awards            | Người mới đến xuất sắc nhất         | Last Letter và những phim khác | Đề cử     | [ 54 ] [ 55 ] |
| 2020 | 12th TAMA Film Awards                     | Nữ diễn viên mới nổi xuất sắc nhất  | Last Letter và những phim khác | Đoạt giải | [ 56 ]        |
| 2021 | 42nd Yokohama Film Festival               | Người mới đến xuất sắc nhất         | Last Letter và những phim khác | Đoạt giải | [ 57 ]        |
| 2021 | 75th Mainichi Film Awards                 | Nữ diễn viên mới xuất sắc nhất      | Last Letter                    | Đề cử     | [ 58 ]        |
| 2021 | 63rd Blue Ribbon Awards                   | Người mới đến xuất sắc nhất         | Last Letter                    | Đề cử     | [ 59 ]        |
| 2021 | 44th Japan Academy Film Prize             | Người mới đến của năm               | Last Letter                    | Đoạt giải | [ 60 ]        |
| 2021 | 45th Elan d'or Awards                     | Người mới đến của năm               | Mori Nana                      | Đoạt giải | [ 61 ]        |
| 2021 | 32th International Jewelry Japan Awards   | Teen Category                       | Mori Nana                      | Đoạt giải | [ 62 ]        |